# من زنده‌ام (ترانه)
« من زنده‌ام» (به انگلیسی: I'm Alive) تک‌آهنگی از هنرمند اهل کانادا سلین دیون است که در ۱۲ اوت ۲۰۰۲ منتشر شد.